# Фельдман, Вадим Владимирович
Вадим Владимирович Фельдман (5 июля 1918, Торжок, Тверская губерния — 24 апреля 1991, Свердловск, РСФСР, СССР) — советский учёный и педагог в области политической истории, организатор науки, доктор исторических наук (1971), профессор (1974). Участник Великой Отечественной войны.
Автор более шестидесяти научных трудов, под его руководством подготовлено семнадцать кандидатов наук.

## Биография
Родился 5 июля 1918 года в городе Торжок Тверской губернии.
С 1936 по 1941 годы проходил обучение на историческом факультете Московского государственного университета.
С 1941 по 1945 годы участник Великой Отечественной войны в составе батареи управления 5-й артиллерийской дивизии Резерва Верховного Главнокомандования, в звании старший сержант и в должности старший разведчик. Воевал на Московской зоне обороны, Воронежском, Центральном, Брянском и 1-м Белорусском фронтах. За участие в войне и проявленные при этом мужество и героизм был награждён орденом Красной Звезды и медалью «За отвагу».
С 1945 по 1971 годы работал — ассистентом, старшим преподавателем и доцентом исторического факультета Уральского политехнического института, читал курсы лекций по вопросам связанным с историей социально-экономических отношений и истории профсоюзного движения в первой середине XX века на Урале.
С 1971 по 1991 годы, в течение двадцати лет, В. В. Фельдман работал на историческом факультете Уральского государственного университета в должностях — доцента и профессора на кафедре истории КПСС, и профессором кафедры политической истории в Институте повышения квалификации преподавателей общественных наук при Уральском государственном университете.
В 1950 году В. В. Фельдман защитил диссертацию на соискание учёной степени — кандидата исторических наук по теме: «Советские профсоюзы в 1929 году, в году великого перелома», в 1971 году — доктора исторических наук по теме: «Борьба Коммунистической партии за восстановление промышленности на Урале в 1921—1925 годах». В 1962 году В. В. Фельдману было присвоено учёное звание — доцента, в 1974 году учёное звание — профессора.
Основная научно-исследовательская деятельность В. В. Фельдмана была связана с вопросами в области истории рабочего и профсоюзного движения на Урале и в целом в Советском Союзе, а также истории коммунистических организаций и народного хозяйства Урала в первой двадцатипятилетке XX века. В. В. Фельдман был автором более шестидесяти научных трудов, им было подготовлено около семнадцати кандидатов наук.
Скончался 24 апреля 1991 года в Свердловске. Похоронен на Сибирском кладбище.

## Основные труды
Основной источник:
- Профсоюзы Урала до Великой Октябрьской социалистической революции (1905—1918 гг.). — Москва: Профиздат, 1957. — 91 с.
- Осуществление принципов пролетарского интернационализма в процессе социалистической революции / Отв. ред. проф. В. В. Фельдман; МВ и ССО РСФСР. Уральск. гос. ун-т им. А. М. Горького. — Свердловск: Уральск. ун-т, 1974. — 75 с.
- Коммунисты Урала в борьбе за восстановление народного хозяйства (1921—1925) / В. В. Фельдман ; Уральск. гос. ун-т им. А. М. Горького. — Свердловск: Урал. ун-т, 1976. — 65 с.
- История профсоюзов Урала: 1905—1984. — М., 1984.
- Восстановление промышленности на Урале (1921—1926 гг.) / В. В. Фельдман. — Свердловск: Изд-во Урал. ун-та, 1989. — 156 с. — ISBN 5-7525-0011-7

## Награды
- Орден Отечественной войны II степени (06.04.1985[5])
- Орден Красной Звезды (05.05.1945)
- Медаль «За отвагу» (06.10.1943)
- Медаль «За победу над Германией в Великой Отечественной войне 1941—1945 гг.»